# 孙九林
孙九林（1937年8月10日—2023年5月10日），出生于上海，原籍江苏盐城，中国资源学家。1964年毕业于西安交通大学。2001年当选为中国工程院院士。